# Fußball-Club 08 Homburg/Saar 1993-1994
Questa voce raccoglie le informazioni riguardanti il Fußball-Club 08 Homburg/Saar nelle competizioni ufficiali della stagione 1993-1994.

## Stagione
Nella stagione 1993-1994 l'Homburg, allenato da Uwe Klimaschefski e Manfred Lenz, concluse il campionato di 2. Bundesliga al 10º posto. In Coppa di Germania l'Homburg fu eliminato al primo turno dal Bayern Monaco II.

## Rosa
| N. |                     | Ruolo | Calciatore       |
| -- | ------------------- | ----- | ---------------- |
|    | Germania (bandiera) | P     | Peter Eich       |
|    | Germania (bandiera) | P     | Frank Wafzig     |
|    | Germania (bandiera) | D     | Thomas Kluge     |
|    | Germania (bandiera) | D     | Gerhard Kohns    |
|    | Germania (bandiera) | D     | Steffen Korell   |
|    | Germania (bandiera) | D     | Willi Landgraf   |
|    | Germania (bandiera) | D     | Carsten Linke    |
|    | Germania (bandiera) | D     | Richard Mademann |
|    | Germania (bandiera) | D     | Volker Ruoff     |
|    | Germania (bandiera) | D     | Torsten Wruck    |
|    | Germania (bandiera) | C     | Tobias Homp      |

| N. |                      | Ruolo | Calciatore       |
| -- | -------------------- | ----- | ---------------- |
|    | Germania (bandiera)  | C     | Frank Lelle      |
|    | Ucraina (bandiera)   | C     | Anatoli Mushinka |
|    | Romania (bandiera)   | C     | Teo Rus          |
|    | Germania (bandiera)  | C     | Jörg Schmidt     |
|    | Germania (bandiera)  | C     | Roland Seitz     |
|    | Germania (bandiera)  | C     | Stefan Simon     |
|    | Brasile (bandiera)   | A     | Adriano          |
|    | Germania (bandiera)  | A     | Uwe Freiler      |
|    | Germania (bandiera)  | A     | Thilo Jung       |
|    | Argentina (bandiera) | A     | Sergio Maciel    |
|    | Germania (bandiera)  | A     | Peter Müller     |

## Organigramma societario
Area tecnica
- Allenatore: Manfred Lenz
- Allenatore in seconda:
- Preparatore dei portieri:
- Preparatori atletici:

## Calciomercato

### Sessione estiva
| Acquisti | Acquisti         | Acquisti            | Acquisti |
| R.       | Nome             | da                  | Modalità |
| -------- | ---------------- | ------------------- | -------- |
| A        | Adriano          | Hertha Berlino II   |          |
| A        | Uwe Freiler      | Waldhof Mannheim    |          |
| C        | Frank Lelle      | Kaiserslautern      |          |
| D        | Carsten Linke    | Oldenburg           |          |
| D        | Richard Mademann | Schalke 04          |          |
| C        | Anatoli Mushinka | Metalurh Zaporižžja |          |
| D        | Volker Ruoff     | Friburgo            |          |
| C        | Teo Rus          | Gloria Bistrița     |          |
| C        | Jörg Schmidt     | Hansa Rostock       |          |
| C        | Stefan Simon     | Darmstadt           |          |
| P        | Frank Wafzig     | Pirmasens           |          |

| Cessioni | Cessioni            | Cessioni             | Cessioni |
| R.       | Nome                | a                    | Modalità |
| -------- | ------------------- | -------------------- | -------- |
| C        | Rodolfo Cardoso     | Friburgo             |          |
| C        | Massimo D'Ippolito  | Elversberg           |          |
| C        | Adrián Gallego      | Platense             |          |
| C        | Michael Hubner      | Bochum               |          |
| A        | Daniel Jurgeleit    | Unterhaching         |          |
| C        | Christiaan Pförtner | Hannover 96          |          |
| C        | Alexander Quirin    | Borussia Neunkirchen |          |

### Sessione invernale
| Acquisti | Acquisti     | Acquisti | Acquisti |
| R.       | Nome         | da       | Modalità |
| -------- | ------------ | -------- | -------- |
| C        | Roland Seitz | Duisburg |          |

| Cessioni | Cessioni | Cessioni | Cessioni |
| R.       | Nome     | a        | Modalità |
| -------- | -------- | -------- | -------- |

## Risultati

### 2. Bundesliga

#### Girone di andata
| Arbitro: | Fux |

|                     |           |                  |
| Simon 40’ Linke 90’ | Marcatori | 84’ Stanislawski |

| Arbitro: | Zerr |

|  |           |           |
|  | Marcatori | 34’ Linke |

| Arbitro: | Dellwing |

|            |           |                           |
| Maciel 90’ | Marcatori | 53’ Svinggaard 68’ Präger |

| Arbitro: | Kuhne |

|             |           |  |
| Demandt 78’ | Marcatori |  |

| Arbitro: | Domurat |

|                              |           |  |
| Simon 8’ Maciel 42’ Homp 89’ | Marcatori |  |

| Arbitro: | Fleske |

|                           |           |  |
| Gerstner 64’ Dammeier 83’ | Marcatori |  |

| Arbitro: | Holz |

|                           |           |           |
| Akpoborie 69’ Gerlach 81’ | Marcatori | 59’ Simon |

| Arbitro: | Werthmann |

|                                            |           |  |
| Maciel 3’, 83’ Keller 22’ (aut.) Linke 78’ | Marcatori |  |

| Arbitro: | Müller |

|                     |           |             |
| Thoben 26’ Putz 90’ | Marcatori | 24’ Freiler |

| Arbitro: | Hotop |

|  |           |                            |
|  | Marcatori | 22’ Dowe 84’ Chałaśkiewicz |

| Arbitro: | Buchhart |

|                                       |           |                                  |
| Dondera 10’ Lipinski 44’ Bangoura 71’ | Marcatori | 19’ Mushinka 56’ Linke 60’ Simon |

| Arbitro: | Kemmling |

|                               |           |                          |
| Landgraf 11’ Freiler 15’, 45’ | Marcatori | 49’ Bobic 71’ Herzberger |

| Arbitro: | Pohlmann |

|  |           |             |
|  | Marcatori | 61’ Freiler |

| Arbitro: | Fleischer |

|          |           |  |
| Simon 8’ | Marcatori |  |

| Arbitro: | Hofmann |

|             |           |                                  |
| Winkler 32’ | Marcatori | 23’ Mushinka 53’ Maciel 86’ Homp |

| Arbitro: | Haupt |

|                        |           |                      |
| Mushinka 21’ Linke 34’ | Marcatori | 50’ Lust 72’ Krätzer |

| Arbitro: | Prengel |

|            |           |  |
| Pacult 29’ | Marcatori |  |

| Homburg 27 novembre 1993, ore 15:30 CET 18ª giornata | Homburg | 0 – 0 referto | Bochum | Waldstadion (2 000 spett.)\| Arbitro: \| Best \| |
| Arbitro:                                             | Best    |               |        |                                                  |

| Arbitro: | Weise |

|              |           |            |
| Breitzke 71’ | Marcatori | 33’ Maciel |

#### Girone di ritorno
| Arbitro: | Casper |

|                                        |           |  |
| Zander 11’ Schlindwein 47’ Pröpper 84’ | Marcatori |  |

| Arbitro: | Brandt-Chollé |

|  |           |               |
|  | Marcatori | 41’ Bittengel |

| Arbitro: | Wagner |

|                        |           |              |
| Deffke 13’ Lottner 41’ | Marcatori | 55’ Mushinka |

| Arbitro: | Ratzek |

|                   |           |             |
| Tanjga 32’ (aut.) | Marcatori | 50’ Demandt |

| Arbitro: | Koop |

|                         |           |            |
| Hofmann 53’ Kirsten 90’ | Marcatori | 32’ Maciel |

| Homburg 26 marzo 1994, ore 15:30 CET 25ª giornata | Homburg | 0 – 0 referto | Wolfsburg | Waldstadion (900 spett.)\| Arbitro: \| Willems \| |
| Arbitro:                                          | Willems |               |           |                                                   |

| Arbitro: | Osmers |

|                |           |            |
| Simon 58’, 75’ | Marcatori | 79’ Molata |

| Arbitro: | Kiefer |

|                   |           |           |
| Zweigler 72’, 83’ | Marcatori | 33’ Ruoff |

| Arbitro: | Prengel |

|                                                    |           |  |
| Maciel 40’ Ruoff 50’ Mushinka 77’, 90’ Freiler 86’ | Marcatori |  |

| Arbitro: | Werthmann |

|                             |           |                       |
| Bodden 31’, 51’ Küntzel 45’ | Marcatori | 60’ Simon 69’ Freiler |

| Arbitro: | Kuhne |

|             |           |             |
| Freiler 32’ | Marcatori | 52’ Dondera |

| Arbitro: | Malbranc |

|                      |           |                               |
| Bobic 21’ Kevric 69’ | Marcatori | 36’ Wruck 38’ Linke 61’ Simon |

| Arbitro: | Casper |

|  |           |                      |
|  | Marcatori | 35’ Hey 88’ Backasch |

| Arbitro: | Buchhart |

|               |           |             |
| Brinkmann 30’ | Marcatori | 64’ Freiler |

| Arbitro: | Hofmann |

|                      |           |  |
| Simon 47’ Maciel 49’ | Marcatori |  |

| Saarbrücken 24 maggio 1994, ore 19:30 CEST 35ª giornata | Saarbrücken | 0 – 0 referto | Homburg | Ludwigsparkstadion (6 500 spett.)\| Arbitro: \| Schäfer \| |
| Arbitro:                                                | Schäfer     |               |         |                                                            |

| Homburg 30 maggio 1994, ore 20:00 CEST 36ª giornata | Homburg | 0 – 0 referto | Monaco 1860 | Waldstadion (7 000 spett.)\| Arbitro: \| Ziller \| |
| Arbitro:                                            | Ziller  |               |             |                                                    |

| Arbitro: | Strigel |

|              |           |                                           |
| Michalke 16’ | Marcatori | 11’ Simon 37’ Maciel 48’ Homp 60’ Freiler |

| Arbitro: | Scheuerer |

|                             |           |                  |
| Simon 39’ Rasche 62’ (aut.) | Marcatori | 68’, 71’ Aerdken |

### Coppa di Germania
| Arbitro: | Fückel |

|                 |           |           |
| Münch 25’, 118’ | Marcatori | 49’ Simon |

## Statistiche

### Statistiche di squadra
| Competizione      | Punti | In casa | In casa | In casa | In casa | In casa | In casa | In trasferta | In trasferta | In trasferta | In trasferta | In trasferta | In trasferta | Totale | Totale | Totale | Totale | Totale | Totale | DR |
| Competizione      | Punti | G       | V       | N       | P       | Gf      | Gs      | G            | V            | N            | P            | Gf           | Gs           | G      | V      | N      | P      | Gf     | Gs     | DR |
| ----------------- | ----- | ------- | ------- | ------- | ------- | ------- | ------- | ------------ | ------------ | ------------ | ------------ | ------------ | ------------ | ------ | ------ | ------ | ------ | ------ | ------ | -- |
| 2. Bundesliga     | 37    | 19      | 8       | 7       | 4       | 29      | 17      | 19           | 5            | 4            | 10           | 24           | 29           | 38     | 13     | 11     | 14     | 53     | 46     | +7 |
| Coppa di Germania | -     | 0       | 0       | 0       | 0       | 0       | 0       | 1            | 0            | 0            | 1            | 1            | 2            | 1      | 0      | 0      | 1      | 1      | 2      | -1 |
| Totale            | 37    | 19      | 8       | 7       | 4       | 29      | 17      | 20           | 5            | 4            | 11           | 25           | 31           | 39     | 13     | 11     | 15     | 54     | 48     | +6 |

### Andamento in campionato
| Giornata  | 1 | 2 | 3 | 4  | 5 | 6  | 7  | 8 | 9  | 10 | 11 | 12 | 13 | 14 | 15 | 16 | 17 | 18 | 19 | 20 | 21 | 22 | 23 | 24 | 25 | 26 | 27 | 28 | 29 | 30 | 31 | 32 | 33 | 34 | 35 | 36 | 37 | 38 |
| --------- | - | - | - | -- | - | -- | -- | - | -- | -- | -- | -- | -- | -- | -- | -- | -- | -- | -- | -- | -- | -- | -- | -- | -- | -- | -- | -- | -- | -- | -- | -- | -- | -- | -- | -- | -- | -- |
| Luogo     | C | T | C | T  | C | T  | T  | C | T  | C  | T  | C  | T  | C  | T  | C  | T  | C  | T  | T  | C  | T  | C  | T  | C  | C  | T  | C  | T  | C  | T  | C  | T  | C  | T  | C  | T  | C  |
| Risultato | V | V | P | P  | V | P  | P  | V | P  | P  | N  | V  | V  | V  | V  | N  | P  | N  | N  | P  | P  | P  | N  | P  | N  | V  | P  | V  | P  | N  | V  | P  | N  | V  | N  | N  | V  | N  |
| Posizione | 4 | 3 | 6 | 10 | 6 | 10 | 13 | 7 | 14 | 16 | 15 | 12 | 9  | 7  | 4  | 4  | 5  | 7  | 7  | 10 | 12 | 13 | 13 | 14 | 14 | 12 | 14 | 13 | 14 | 14 | 13 | 15 | 15 | 12 | 14 | 14 | 12 | 10 |

Legenda:

Luogo: C = Casa; T = Trasferta. Risultato: V = Vittoria; N = Pareggio; P = Sconfitta.

### Statistiche dei giocatori
| Giocatore   | 2. Bundesliga | 2. Bundesliga | 2. Bundesliga | 2. Bundesliga | Coppa di Germania | Coppa di Germania | Coppa di Germania | Coppa di Germania | Totale   | Totale | Totale      | Totale     |
| Giocatore   | Presenze      | Reti          | Ammonizioni   | Espulsioni    | Presenze          | Reti              | Ammonizioni       | Espulsioni        | Presenze | Reti   | Ammonizioni | Espulsioni |
| ----------- | ------------- | ------------- | ------------- | ------------- | ----------------- | ----------------- | ----------------- | ----------------- | -------- | ------ | ----------- | ---------- |
| A. Adriano  | 11            | 0             | 2             | 0             | 0                 | 0                 | 0                 | 0                 | 11       | 0      | 2           | 0          |
| P. Eich     | 38            | 0             | 1             | 0             | 1                 | 0                 | 0                 | 0                 | 39       | 0      | 1           | 0          |
| U. Freiler  | 27            | 9             | 5             | 1             | 0                 | 0                 | 0                 | 0                 | 27       | 9      | 5           | 1          |
| T. Homp     | 30            | 3             | 3             | 0             | 1                 | 0                 | 0                 | 0                 | 31       | 3      | 3           | 0          |
| T. Jung     | 1             | 0             | 0             | 0             | 0                 | 0                 | 0                 | 0                 | 1        | 0      | 0           | 0          |
| T. Kluge    | 23            | 0             | 3             | 0             | 0                 | 0                 | 0                 | 0                 | 23       | 0      | 3           | 0          |
| G. Kohns    | 1             | 0             | 0             | 0             | 0                 | 0                 | 0                 | 0                 | 1        | 0      | 0           | 0          |
| S. Korell   | 27            | 0             | 6             | 0             | 1                 | 0                 | 0                 | 0                 | 28       | 0      | 6           | 0          |
| W. Landgraf | 34            | 1             | 10            | 1             | 1                 | 0                 | 0                 | 0                 | 35       | 1      | 10          | 1          |
| F. Lelle    | 21            | 0             | 3             | 2             | 1                 | 0                 | 0                 | 0                 | 22       | 0      | 3           | 2          |
| C. Linke    | 36            | 6             | 12            | 0             | 1                 | 0                 | 0                 | 0                 | 37       | 6      | 12          | 0          |
| S. Maciel   | 35            | 10            | 4             | 0             | 0                 | 0                 | 0                 | 0                 | 35       | 10     | 4           | 0          |
| R. Mademann | 25            | 0             | 4             | 2             | 1                 | 0                 | 0                 | 0                 | 26       | 0      | 4           | 2          |
| A. Mushinka | 35            | 6             | 10            | 0             | 1                 | 0                 | 0                 | 0                 | 36       | 6      | 10          | 0          |
| P. Müller   | 20            | 0             | 3             | 0             | 0                 | 0                 | 0                 | 0                 | 20       | 0      | 3           | 0          |
| V. Ruoff    | 26            | 2             | 3             | 1             | 1                 | 0                 | 0                 | 0                 | 27       | 2      | 3           | 1          |
| T. Rus      | 14            | 0             | 1             | 1             | 1                 | 0                 | 0                 | 0                 | 15       | 0      | 1           | 1          |
| J. Schmidt  | 5             | 0             | 0             | 0             | 1                 | 0                 | 1                 | 0                 | 6        | 0      | 1           | 0          |
| R. Seitz    | 2             | 0             | 1             | 0             | 0                 | 0                 | 0                 | 0                 | 2        | 0      | 1           | 0          |
| S. Simon    | 37            | 12            | 3             | 0             | 1                 | 1                 | 1                 | 0                 | 38       | 13     | 4           | 0          |
| F. Wafzig   | 0             | 0             | 0             | 0             | 0                 | 0                 | 0                 | 0                 | 0        | 0      | 0           | 0          |
| T. Wruck    | 30            | 1             | 3             | 1             | 1                 | 0                 | 0                 | 1                 | 31       | 1      | 3           | 2          |